# سونگ هیون (بازیکن فوتبال)
سونگ هیون (انگلیسی: Sung Hyun-ah؛ زادهٔ ۵ مهٔ ۱۹۸۲) بازیکن فوتبال است.
وی همچنین در تیم ملی فوتبال زنان کره جنوبی بازی کرده‌است.